# 地村保
地村 保（ちむら たもつ、1927年 - 2020年7月10日）は、日本の大工。北朝鮮による拉致被害者である地村保志の父。

## 来歴
福井県大飯郡加斗村（現・小浜市）生まれ。大飯郡加斗村立加斗尋常小学校を経て、1939年、大飯郡本郷村立本郷尋常高等小学校卒業と同時に、京都で大工修業に入る。農繁期には小浜に戻り、農業に従事。戦時中は敦賀で農業要員として働く一方、東洋紡績に籍を置きながら、軍需品の生産に励む。戦後は特定の会社に属することなく、大工として身を立てる。1986年、「地村建築」を設立。1997年、「北朝鮮による拉致被害者家族連絡会」結成を機に、会社を閉鎖。
2020年7月10日、誤嚥性肺炎により杉田玄白記念公立小浜病院で死去。享年93。

## 著書
- 絆なお強く 別離の苦難を乗り越えて（2005年5月）

## 関連人物
- 浜本雄幸（浜本富貴恵の兄）
- 池田欣一（救う会福井会長）
- 芝田英昭（社会学者、立教大学教授）- 地村家とは、親戚関係にある